# Старки (Московская область)
Старки — деревня в городском округе Черноголовка Московской области России.

## Население
| 1852 | 1859 | 1869 | 1899 | 1926 | 2002 | 2010 | 2013 |
| ---- | ---- | ---- | ---- | ---- | ---- | ---- | ---- |
| 101  | ↗124 | ↘63  | ↘42  | ↗115 | ↘2   | ↗5   | →5   |

## География
Деревня Старки расположена на северо-востоке Московской области, в северной части городского округа Черноголовка, примерно в 43 км к северо-востоку от Московской кольцевой автодороги и 5,5 км к северу от центра города Черноголовки.
В 5 км севернее деревни проходит Фряновское шоссе Р110, в 9 км к югу — Щёлковское шоссе А103, в 15 км к северо-востоку — Московское большое кольцо А108, в 8 км к юго-западу — Московское малое кольцо А107. Ближайшие населённые пункты — деревни Беседы, Ботово и Стояново.

## Название
По мнению академика Веселовского время возникновения этого старинного селения относится к первой половине XV столетия, а название связано с его владельцем, возможно, боярином, Фёдором Андреевичем Серкизовым, носившим некалендарное имя Старко. В материалах Генерального межевания XVIII века указывалось более позднее владельческое название Фряново.

## История
В середине XIX века сельцо Фряново, Старки относилось ко 2-му стану Богородского уезда Московской губернии и принадлежало майорше Авдотье Фёдоровне Антоновской. В сельце было 15 дворов, крестьян 50 душ мужского пола и 51 душа женского.
В «Списке населённых мест» 1862 года Старки (Фряново, Старково) — владельческое сельцо 2-го стана Богородского уезда Московской губернии по левую сторону Стромынского тракта (из Москвы в Киржач), в 26 верстах от уездного города и 24 верстах от становой квартиры, при реке Дубенке, с 18 дворами и 124 жителями (61 мужчина, 63 женщины).
По данным на 1869 год — сельцо Аксёновской волости 3-го стана Богородского уезда с 18 дворами, 18 деревянными домами, хлебным запасным магазином и 63 жителями (21 мужчина, 42 женщины), из которых 6 грамотных. Количество земли составляло 126 десятин, в том числе 60 десятин пахотной. Имелось 13 лошадей, 20 единиц рогатого и 6 единиц мелкого скота.
В 1913 году — 12 дворов.
По материалам Всесоюзной переписи населения 1926 года — деревня Ботовского сельсовета Аксёновской волости Богородского уезда в 6 км от Фряновского шоссе и 26 км от станции Богородск Нижегородской железной дороги, проживало 115 жителей (54 мужчины, 61 женщина), насчитывалось 19 крестьянских хозяйств.
С 1929 года — населённый пункт Московской области в составе:
- Беседовского сельсовета Щёлковского района (1929—1935)[16],
- Беседовского сельсовета Ногинского района (1935—1939)[17],
- Ивановского сельсовета Ногинского района (1939—1940)[18],
- Макаровского сельсовета Ногинского района (1940—1954)[19],
- Черноголовского сельсовета Ногинского района (1954—1963, 1965—1975)[20][21],
- Черноголовского сельсовета Орехово-Зуевского укрупнённого сельского района (1963—1965)[20],
- посёлка Черноголовка Ногинского района (административное подчинение, 1975—2005)[21],
- городского округа Черноголовка (2005 — н. в.)[22].